# هرمانية تكسانية
هرمانية تكسانية (الاسم العلمي:Hermannia texana) هي نوع من النباتات تتبع جنس الهرمانية من الفصيلة الخلنجية.